# فرانسيسكو سيسي
فرانسيسكو سيسي (بالإيطالية: Francesco Ceci)‏ هو دراج على المضمار إيطالي، ولد في 18 ديسمبر 1989 في أسكولي بيتشينو في إيطاليا.

## وصلات خارجية
- فرانسيسكو سيسي على موقع أرشيف الدراجات (الإنجليزية)
- فرانسيسكو سيسي على موقع CycleBase (الإنجليزية)